# Kaduara Timur
Kaduara Timur is een bestuurslaag in het regentschap Sumenep van de provincie Oost-Java, Indonesië. Kaduara Timur telt 2652 inwoners (volkstelling 2010).